# Pouligny-Notre-Dame
Pouligny-Notre-Dame település Franciaországban, Indre megyében. Lakosainak száma 641 fő (2022. január 1.). Pouligny-Notre-Dame Nouziers, Chassignolles, Crevant, Pouligny-Saint-Martin, Sainte-Sévère-sur-Indre és Sazeray községekkel határos.

## Népesség
A település népességének változása:
| Lakosok száma | 773  | 664  | 661  | 635  | 654  | 700  | 720  | 669  | 643  | 641  |
|               | 1968 | 1982 | 1990 | 2006 | 2013 | 2015 | 2017 | 2019 | 2020 | 2022 |